# Seth Rogen
Seth Aaron Rogen (Vancouver, Columbia Británica, 15 de abril de 1982) es un actor, comediante, guionista, director y productor de cine y televisión canadiense. Comenzó su carrera haciendo comedia en vivo durante cuatro años cuando era un adolescente, llegando al segundo puesto en un concurso amateur de comedia en su ciudad natal a los 16 años. Cuando todavía vivía en Canadá, asistió al casting para un papel secundario en Freaks and Geeks. Después de trasladarse a Los Ángeles para el papel, esta serie fue cancelada tras una única temporada. Entonces consiguió un lugar en la también poco duradera Undeclared, serie en la cual también se encargó de escribir.
Después de conseguir trabajo como escritor en la temporada final de Da Ali G Show, por la cual él y otros escritores recibieron una nominación al premio Emmy, fue guiado por el director Judd Apatow hacia una carrera en el cine. Fue contratado para un papel de reparto importante y acreditado como coproductor en el debut como director de Apatow, The 40-Year-Old Virgin. Después de recibir elogios por su actuación, Universal Pictures estuvo de acuerdo en contar con él como protagonista en la próxima película de Apatow, Knocked Up.
Durante su carrera, ha aparecido en películas como Donnie Darko, You, Me and Dupree, Zack and Miri Make a Porno y Fanboys, además de las comedias producidas por Apatow: Superbad (una comedia semi-biográfica que originalmente planeaba realizar años antes, escrita entre Rogen y Evan Goldberg), Step Brothers y Pineapple Express. También coescribió el guion de otra comedia que Apatow ayudó a producir, Drillbit Taylor. Además prestó su voz para películas de animación como  Las Crónicas de Spiderwick, Horton , Kung Fu Panda, Monsters vs. Aliens, Kung Fu Panda 2, La fiesta de las salchichas, Kung Fu Panda 3, El Rey León, Chip 'n Dale: Rescue Rangers, Super Mario Bros.: La Película, Teenage Mutant Ninja Turtles: Mutant Mayhem y Mufasa: el rey león.

## Primeros años
Rogen nació y creció en Vancouver, Columbia Británica. Hijo de Sandy, una trabajadora social, y Mark Rogen, quien trabaja para organizaciones sin fines de lucro y como director asistente en The Workmen's Circle. Ha descrito a sus padres como "judíos radicales socialistas". Tiene una hermana mayor, Danya, que es trabajadora social. Rogen asistió a la escuela Talmud Torá y a Point Grey Secondary School (aunque nunca se graduó), incorporando a muchos de sus compañeros dentro de sus escrituras. También fue conocido por sus cómicas actuaciones en vivo en Camp Miriam. Sus comienzos dentro del mundo del espectáculo fueron a sus 13 años después de inscribirse en clases de comedia. Con su característico humor seco, consiguió el segundo puesto en el Vancouver Amateur Comedy Contest a los 16 años de edad, luego continuaría trabajando en la comedia y la actuación.

## Carrera

### Comienzos
Su primera exposición al mundo del entretenimiento comenzó con un comercial en Canadá a los 13 años. Después de probar sus habilidades como comediante, Rogen no dejó escapar su primer papel en la serie Freaks and Geeks (1999-2000) con sólo haber asistido a dos audiciones. Hizo el papel del cínico y austero "freak" Ken Miller. Judd Apatow, el coproductor del show, quedó muy impresionado con las habilidades de Rogen para la improvisación. Después de que la serie fuese cancelada en medio de su primera temporada, Rogen fue contratado para un papel similar en la segunda serie de Apatow, Undeclared (2001-2002), y escribió varios capítulos. En 2001, Rogen también tiene un rol menor como Ricky Danforth en Donnie Darko, y en Dawson's Creek, en un capítulo que él asegura que nunca vio. Tras la cancelación de su segunda serie en 2002, Rogen desarrolló una agria actitud hacia la televisión, sin esperar actuar en otras series a menos que Apatow estuviese involucrado.

### Carrera como guionista
Su primer trabajo importante como escritor fue para Undeclared, la segunda serie televisiva de Apatow, para la cual fue contratado como guionista antes de que le ofrecieran un papel como actor. Durante la producción del show, Rogen escribió un capítulo y coescribió otros cuatro.
Su experiencia con Undeclared le sirvió cuando él y su compañero guionista Evan Goldberg se unieron al equipo de escritores de Da Ali G Show para su segunda temporada. En 2005, los guionistas de la serie, incluidos Rogen y Goldberg, recibieron una nominación al premio Emmy. Al finalizar, Rogen fue contratado para la que sería la temporada final de la serie; Da Ali G Show finalizó debido a una decisión creativa, diciendo que ese modo de comedia se volvería insostenible si el show continuara mucho más. Sin embargo, la asociación de Rogen con la estrella del show, Sacha Baron Cohen, no había terminado; en una entrevista Rogen aseguró haber hecho contribuciones como "no acreditado" para la versión fílmica de Cohen, Borat.
En 2008, Rogen ganó el premio al mejor guion en los premios Canadian Comedy Awards por Superbad. Había escrito el guion de esta comedia del año 2007 años antes, como algo con lo que empezar a escribir. El equipo de Superbad buscó una versión de Rogen a los 18 años, y eligió a Jonah Hill (quien es apenas dos años más joven). Rogen también escribió el guion de Drillbit Taylor, protagonizada por Owen Wilson, y basada en un guion de 17 páginas escrito previamente por John Hughes.

### Proyectos recientes
Rogen regresó a la gran pantalla en 2005 con un papel como secundario en el debut como director de Judd Apatow, The 40-Year-Old Virgin junto a Steve Carell. La película fue un éxito masivo, recaudando más de 100 millones de dólares en EE. UU. (y más de 177 millones en todo el mundo). Tras este éxito, Apatow le dio el papel protagonista en Knocked Up (2007). Apatow se había aproximado a Rogen para hablarle del proyecto y de posibles papeles protagónicos, pero él sugirió varios conceptos de ciencia ficción. Después de que el director insistió con que Rogen trabajaría mejor en situaciones de la vida real, ambos estuvieron de acuerdo en el concepto de embarazo accidental que se transformó en Knocked Up, por la cual Rogen fue nominado como mejor actor en los premios Canadian Comedy Award de 2008, pero fue Michael Cera por su papel en Superbad quien se llevó el premio, película escrita por Rogen.
En el perfil de USA Today en el grupo llamado "frat pack" de actores contemporáneos, es un término usado por los medios -principalmente estadounidenses- para referirse a un conjunto de actores que han aparecido juntos en varias de las comedias de mayor recaudación de finales de los noventa y de la primera década del nuevo milenio. Cuando le preguntaron si estaba en el grupo, Rogen dijo que no estaba seguro.
Rogen y Apatow estuvieron detrás de la comedia Superbad (2007). Rogen y Goldberg la escribieron, con Apatow como uno de los productores. También escribió Drillbit Taylor, protagonizada por Owen Wilson, pero no apareció como actor ya que la historia incluye en su mayoría estudiantes de secundaria. Su compañero de Freaks and Geeks, James Franco, se reunió nuevamente con él para la comedia Pineapple Express. En octubre de 2007, apareció como anfitrión de Saturday Night Live. Su siguiente lanzamiento fue Zack and Miri Make a Porno dirigida por Kevin Smith, la cual protagonizó junto a Elizabeth Banks, compañera de reparto también en The 40-Year-Old Virgin. En 2012 coescribió con Evan Goldberg el guion de la comedia The Watch, protagonizada por Ben Stiller y Vince Vaughn.

### Improvisación
Aunque Rogen ha escrito guiones para cine y televisión, su estilo cómico tiende a contar con diálogos en gran parte improvisados. Apatow notó este talento en la improvisación durante el rodaje de Freaks and Geeks, lo que influenció su decisión para tener a Rogen trabajando en Undeclared y The 40-Year-Old Virgin. En la mayoría de los proyectos de Apatow, los diálogos de los personajes de Rogen muchas veces no están en el guion. Rogen dice que prefiere improvisar el diálogo porque eso captura la esencia de los verdaderos amigos haciendo chistes. Apatow nunca deja de filmar después de cada toma, lo que le permite a sus actores improvisar de forma diferente cada vez. Los tres papeles de mayor duración de Rogen hasta la fecha (The 40-Year-Old Virgin, Knocked Up y Pineapple Express), alcanzaron más de un millón de pies de película, algo casi sin precedentes en comedias.

### Influencias
Rogen ha descrito el "shock" de entrar en la industria donde ahora se encuentra trabajando junto a iconos de la comedia con los que creció mirando, como Will Ferrell, Owen Wilson y Jim Carrey. Rogen cita el álbum de Adam Sandler, "They're All Gonna Laugh at You!" (el cual tiene a Apatow en algunos momentos) como la cosa más graciosa que jamás haya escuchado, y que la pista "At a Medium Pace" fue la semilla de donde salió su relación con la comedia. Rogen también fue un gran seguidor de la primera temporada de Da Ali G Show, y fue emocionante trabajar de repente para Sacha Baron Cohen. Cita también a las películas Porky's y Bachelor Party, además de las de Kevin Smith, como inspiraciones para escribir comedias de sexo. En una entrevista con MTV, dijo acerca de Smith: "Siento como si mis fortalezas fuesen siempre un robo de alguna manera a las películas de Kevin Smith". Sobre Smith y sus películas, Rogen ha ido más lejos aún y le ha dicho: "Yo no sería un escritor si no fuese por ti y tus películas".

## Vida personal
Rogen se mudó a Los Ángeles a los 16 años, después de ser descubierto por Apatow en Vancouver. A finales de su adolescencia, sus padres se mudaron con él desde Canadá, pero en la época en la que ya trabajaba en su segunda serie de TV, sus padres vivían en ambos lugares, Canadá y Estados Unidos. Rogen residió en Los Ángeles hasta 2013, luego se mudó a su natal Canadá, actualmente cuenta con dos residencias en Canadá; una en su natal Vancouver y otra en Toronto. Esta última es donde pasa la mayor parte de su tiempo. Continúa escribiendo y produciendo junto a su compañero Evan Goldberg, con quien ha trabajado en Da Ali G Show, Knocked Up, Pineapple Express y Superbad.
Ha dicho también que fuma marihuana diariamente. 
Rogen es zurdo.
Su pareja es, desde antes de hacerse famoso, Lauren Miller. En 2010 Seth le propuso matrimonio y en 2011 se casaron.

## Filmografía
| Año           | Título                                      | Papel                                            | Notas                                                             |
| ------------- | ------------------------------------------- | ------------------------------------------------ | ----------------------------------------------------------------- |
| 1999          | Freaks and Geeks (serie)                    | Ken Miller                                       | Actor                                                             |
| 2001          | Undeclared (serie)                          | Ron Garner                                       | Actor, escritor                                                   |
| 2001          | Donnie Darko                                | Ricky Danforth                                   |                                                                   |
| 2004          | Anchorman: The Legend of Ron Burgundy       | Scotty el cámara                                 | Extra                                                             |
| 2005          | The 40-Year-Old Virgin                      | Cal                                              | Actor, coproductor                                                |
| 2006          | You, Me and Dupree                          | Neil                                             | Actor                                                             |
| 2007          | Shrek tercero                               | Capitán de navío                                 | Voz                                                               |
| 2007          | Knocked Up Lio embarazoso                   | Benjamin Stone                                   | Actor, productor ejecutivo                                        |
| 2007          | Superbad                                    | Officer Michaels                                 | Actor, coescritor, productor ejecutivo                            |
| 2008          | The Spiderwick Chronicles                   | Hogsqueal                                        | Voz                                                               |
| 2008          | Drillbit Taylor                             |                                                  | Coescritor                                                        |
| 2008          | Dr. Seuss' Horton Hears a Who!              | Morton                                           | Voz                                                               |
| 2008          | Kung Fu Panda                               | Maestro Mantis                                   | Voz                                                               |
| 2008          | Step Brothers                               | Encargado de la tienda de deportes               | Cameo                                                             |
| 2008          | Pineapple Express                           | Dale Denton                                      | Actor, coescritor, productor ejecutivo                            |
| 2008          | Zack and Miri Make a Porno                  | Zack Brown                                       | Actor                                                             |
| 2009          | Fanboys                                     | Admiral Seasholtz/The Pimp/Star Journey alien    | Actor                                                             |
| 2009          | Monsters vs. Aliens                         | B.O.B.                                           | Voz                                                               |
| 2009          | Observe and Report                          | Ronnie Barnhardt                                 | Actor                                                             |
| 2009          | Funny People                                | Ira Wright                                       | Actor, productor ejecutivo                                        |
| 2009          | Paper Heart                                 | Él mismo                                         | Cameo                                                             |
| 2011          | The Green Hornet                            | Britt Reid/The Green Hornet                      | Actor, coescritor                                                 |
| 2011          | Kung Fu Panda 2                             | Maestro Mantis                                   | Voz                                                               |
| 2011          | There Is No Justice In Mexico               | Asa Green                                        |                                                                   |
| 2011          | Fight for Your Right Revisited              | Mike D                                           | Cortometraje                                                      |
| 2011          | Paul                                        | Paul                                             | voz                                                               |
| 2011          | 50/50                                       | Kyle                                             | Actor                                                             |
| 2011          | Take This Waltz                             | Lou Rubin                                        | Actor                                                             |
| 2012          | The Guilt Trip                              | Andrew Brewster                                  | Actor                                                             |
| 2013          | This Is the End                             | Seth Rogen                                       | Director, con Evan Goldberg                                       |
| 2014          | Neighbors                                   | Mac Radner                                       | También Productor                                                 |
| 2014          | The Interview                               | Aaron Rapopor                                    | Director, con Evan Goldberg                                       |
| 2014          | 22 Jump Street                              | Morton Schmidt                                   | Solo en créditos                                                  |
| 2015          | Steve Jobs                                  | Steve Wozniak                                    | Reparto                                                           |
| 2015          | The Night Before                            | Isaac                                            | También Productor                                                 |
| 2016          | Kung Fu Panda 3                             | Maestro Mantis                                   | Voz                                                               |
| 2016          | Neighbors 2: Sorority Rising                | Mac Radner                                       | Protagonista                                                      |
| 2016          | La fiesta de las salchichas                 | Frank                                            | Voz, Productor y Guionista                                        |
| 2017          | The Disaster Artist                         | Sandy                                            | Actor, Productor                                                  |
| 2017–2020     | Future Man                                  | Susan                                            | 5 episodios productor ejecutivo (2017–2020) director, 3 episodios |
| 2018          | Arizona                                     | Aparición sin acreditar                          |                                                                   |
| 2018          | Like Father                                 | Jeff                                             |                                                                   |
| 2018          | Marcianos vs. mexicanos                     | Don Calcanéo                                     | Voz en inglés                                                     |
| 2019          | Good Boys                                   |                                                  | Productor                                                         |
| 2019          | Zeroville                                   | Viking Man                                       |                                                                   |
| 2019          | Long Shot                                   | Fred                                             | Actor                                                             |
| 2019          | El rey león                                 | Pumba                                            | Voz                                                               |
| 2019–2020     | The Boys                                    | Él mismo                                         | 2 episodios productor ejecutivo (2019–presente)                   |
| 2020          | An American Pickle                          | Herschel Greenbaum / Ben Greenbaum               | Actor                                                             |
| 2020          | Big Mouth                                   | Seth Goldberg                                    | Voz, 3 episodios                                                  |
| 2021          | Invencible                                  | Allen el alien                                   | Voz productor ejecutivo (2021–presente)                           |
| 2021          | Curb Your Enthusiasm                        | Él mismo                                         | Invitado, Episodio: "Man Fights Tiny Woman"                       |
| 2021          | Santa Inc.                                  | Santa Claus                                      | Actor, 8 episodios                                                |
| 2022          | Pam & Tommy                                 | Rand Gauthier                                    | Actor, miniserie productor ejecutivo                              |
| 2022          | Chip 'n Dale: Rescue Rangers                | Bob the viking warrior / Pumba / Mantis / B.O.B. | Voz                                                               |
| 2023          | Super Mario Bros. La película               | Donkey Kong                                      | Voz                                                               |
| 2023          | Teenage Mutant Ninja Turtles: Mutant Mayhem | Bebop                                            | Voz                                                               |
| 2023          | Cobweb                                      |                                                  | Productor                                                         |
| 2023-presente | Platonic                                    | Will                                             | 10 episodios                                                      |
| 2024          | Miller's Girl                               |                                                  | Productor                                                         |
| 2024          | Mufasa: el rey león                         | Pumba                                            | Voz                                                               |
| 2025          | The Studio                                  | Matt Remick                                      | 10 episodios, también creador y director                          |

## Premios y nominaciones

### Globos de Oro
| Año  | Categoría                          | Película | Resultado |
| ---- | ---------------------------------- | -------- | --------- |
| 2012 | Mejor película - Comedia o musical | 50/50    | Nominado  |

### Premios Emmy
| Año  | Categoría                                                | Película      | Resultado |
| ---- | -------------------------------------------------------- | ------------- | --------- |
| 2005 | Mejor guion en una serie de comedia, variedades o música | Da Ali G Show | Nominado  |

### Premios de la Crítica Cinematográfica
| Año  | Categoría     | Película        | Resultado |
| ---- | ------------- | --------------- | --------- |
| 2014 | Mejor comedia | This Is the End | Nominado  |

### Premios Independent Spirit
| Año  | Categoría      | Película | Resultado |
| ---- | -------------- | -------- | --------- |
| 2012 | Mejor película | 50/50    | Nominado  |

### Premios Satellite
| Año  | Categoría                     | Película   | Resultado |
| ---- | ----------------------------- | ---------- | --------- |
| 2007 | Mejor Actor - Comedia/Musical | Knocked Up | Nominado  |